# إدي مكمان
إدي مكمان (بالإنجليزية: Eddie McMahon)‏ (1885 باسكتلندا في المملكة المتحدة - ) هو لاعب كرة قدم بريطاني (وحمل سابقاً جنسية المملكة المتحدة لبريطانيا العظمى وأيرلندا) في مركز مهاجم داخلي. لعب مع نادي برينتفورد ونادي بورتسموث ونادي بورنموث ونادي ليتون أورينت ونادي يورك سيتي وBathgate F.C. ‏ ونادي كاودينبيث لكرة القدم.